# 제임스 웨스트
제임스 웨스트(James West)는 Newton Heath의 역사상 두번째 정규직 감독이다. (단, 당시 감독(Manager)이라는 용어는 잭 롭슨이 1914년에 부임하기 전까지는 널리 사용되지 않았다.)

## 파산
제임스 웨스트는 Newton Heath의 재정난을 감독하고 있었으며, 거의 파산에 가까운 상황에 있었다. 이 부채들은 1902년에 팀의 이름을 맨체스터 유나이티드 FC로 고치고 다시 시작할 때까지 이어졌다.

## 참고
출처
1. ↑  Tyrrell & Meek 1992, 111쪽
2. ↑  Tyrrell & Meek 1992, 97쪽

자서전
- Tyrrell, Tom; Meek, David (1992) [1988], 《Manchester United: The Official History》 2판, Hamlyn, ISBN 0-600-57692-2